# Mach’s gut, Pork Pie
Mach’s gut, Pork Pie, auch bekannt unter dem Originaltitel Goodbye Pork Pie oder den Alternativtiteln Keine Chance für Pork Pie und Ein Mini hängt die Bullen ab ist ein Actiondrama aus dem Jahre 1981. Im Produktionsland Neuseeland hat dieser Film Kultstatus.

## Handlung
Gerry Austin findet zufällig eine Geldbörse, mit dem darin enthaltenen Führerschein leiht er sich sofort einen Mini und mit dem Geld macht er einen drauf. Dem mittellosen John ist die Frau durchgebrannt, er möchte ihr hinterherreisen, hat aber kein Geld für den Bus. Auf der Straße trifft er auf Gerry, der ihn mitnimmt. Sie fahren bis zu einer Tankstelle, eher durch Zufall vergessen sie zu bezahlen, von nun an ist die Polizei hinter ihnen her, auch weil herausgefunden wurde, dass der Führerschein gestohlen war. Unterwegs treffen sie auf die Anhalterin Shirl, die sie natürlich auch mitnehmen. Von nun an prellen sie alle Tankstellen und verkaufen immer mehr Teile von dem Mini, um etwas Geld zu haben, dabei müssen sie immer wieder die Polizei abhängen.

## Kritiken
„Ein zufällig zusammengewürfeltes Aussteiger-Trio wird in eine Verfolgungsjagd mit der Polizei verwickelt, während der die drei sich immer mehr in ihre Außenseiterrolle steigern. Turbulent und witzig inszenierte Mischung aus Roadmovie und Slapstick, sorgfältig in der Charakterzeichnung, frisch gespielt, mit reizvollen Landschaftsaufnahmen. (TV-Titel: ‚Machs gut, Pork Pie‘).“